# ربکا سولنیت
ربکا سولنیت (به انگلیسی: Rebecca_Solnit) (متولد ۱۹۶۱) نویسنده‌ای آمریکایی است. او دربارهٔ موضوعات مختلفی، از جمله حقوق زنان، محیط زیست، سیاست، نقد ادبی و… می‌نویسد. سولنیت اغلب در نشریات گاردین، هارپرز، لیترری‌هاب یادداشت‌هایی دربارهٔ مسائل روز می‌نویسد.

## زندگی‌نامه
سولنیت در آمریکا متولد شد و وقتی هفده‌ساله بود برای ادامهٔ تحصیل به پاریس رفت. پس از آن به سان‌فرانسیسکو بازگشت و سال ۱۹۸۴ مدرک کارشناسی ارشد خود را در رشتهٔ روزنامه‌نگاری از دانشگاه کالیفرنیا دریافت کرد و از سال ۱۹۸۸ تا کنون نویسندهٔ مستقل بوده‌است.
سولنیت از دههٔ هشتاد به فعالیت در کمپین‌های محیط زیستی و حقوق بشری پرداخت و در دورهٔ ریاست جمهوری جورج دبلیو بوش از سردمداران جنبش ضد جنگ بود و در این اثنی همواره برای آگاهی‌رسانی در حوزهٔ تغییرات زیست‌محیطی و خشونت علیه زنان تلاش می‌کرد.
ابداع اصطلاح «مردفهم‌کردن» را به او نسبت می‌دهند.

## افتخارات
او برندهٔ جوایز متعددی از جمله بورس گوگنهایم، جایزهٔ حلقهٔ منتقدان کتاب ایالات متحده و جایزهٔ لنِن برای آثار ادبی شده‌است.

## آثار
ربکا سولنیت تا به حال بیش از بیست کتاب دربارهٔ حقوق زنان، تاریخ غرب و بومیان آمریکا، نیروی مردمی، تحول و خیزش اجتماعی، پرسه‌زنی و قدم‌زنی، امید و فاجعه و… تألیف کرده‌است. از جملهٔ آثار او می‌توان به این کتاب‌ها اشاره کرد: این داستان از آنِ کیست؟، نام صحیح‌شان را بخوان (نامزد دریافت جایزهٔ ملی کتاب در سال ۲۰۱۸ و برندهٔ سال ۲۰۱۸ جایزهٔ ناداستان کِرکِس)، مردان برایم توضیح می‌دهند، مادر تمام پرسش‌ها، امید در تاریکی، نزدیک‌های دوردست، بهشتی بناشده در جهنم، نقشه‌هایی برای گم شدن، پرسه‌دوستی: تاریخچهٔ قدم‌زنی، رودخانهٔ سایه‌ها (که به خاطرش برندهٔ کمک‌هزینهٔ بنیاد گوگنهایم، جایزهٔ حلقهٔ منتقدان کتاب کشور در بخش نقد و جایزهٔ ادبی لنن شد) و خاطراتِ نیستی‌ام.
از میان آثار سولنیت کتاب امید در تاریکی (ترجمهٔ نرگس حسن‌لی، انتشارات مهرگان خرد، ۱۳۹۷) و کتاب نقشه‌هایی برای گم شدن (ترجمهٔ نیما م. اشرفی، نشر اطراف، ۱۳۹۹) به زبان فارسی منتشر شده‌است.